# Smålandsbygdens kontrakt
Smålandsbygdens kontrakt är ett kontrakt i Linköpings stift inom Svenska kyrkan. Kontraktet bildades 1 januari 2017 av församlingarna som till dess ingått i Vedbo och Ydre kontrakt och Sevede och Aspelands kontrakt.
Kontraktskoden är 0215.
Ingående församlingar framgår av navigationsboxen nedan, där 2018 Hult-Edshults församling bildades av Hults och Edshults församlingar.

## Kontraktsprostar
| Ämbetstid | Namn                   | Levnadstid | Kommentarer |
| --------- | ---------------------- | ---------- | ----------- |
| 2017–     | Carl Magnus Alstermark | 1957–      | [ 2 ]       |
| 2021–2022 | Peter Andreasson       | 1965–      |             |
| 2022–     | Carl Cedermark         | 1973–      |             |